# Zuzu (sovrano nesita)
Zuzu (Kanesh, ... – ...; fl. XVIII secolo a.C.) fu l'ultimo sovrano nesita noto della città di Kanesh, verso la fine del XVIII secolo a.C..

## L'ultimo re di Kanesh
Zuzu ascese al trono di Kanesh attorno al 1720 a.C. alla morte del grande condottiero Anitta, probabilmente suo padre, nel momento di massima espansione del regno nesita, che controllava tutta l'Anatolia centro settentrionale.
Inaspettatamente, poco dopo la sua incoronazione, la capitale venne assalita e distrutta da nemici sull'identità dei quali al momento non vi è certezza: le ipotesi più accreditate oggi sono un assalto hurrita da est oppure un contrattacco improvviso della città di Salatiwara, posta ad Ovest dei territori nesiti, forse nei pressi della classica Gordio o dell'odierna Ankara, nemica tradizionale più volte sconfitta da Anitta.
Assieme a Kanesh scomparve il suo karum, ultima colonia commerciale assira in Anatolia, e la città perse per sempre l'egemonia che aveva esercitato nell'ultimo secolo.
Il destino di Zuzu è incerto: forse spostò la sede del proprio regno a Kuššara, città di origine della sua casata, da cui alcuni decenni prima Pithana era partito alla conquista del mondo anatolico.
Ma la dinastia regnante potrebbe anche non essere sopravvissuta alla caduta della città: indizi in tal senso ci giungono infatti da testi ittiti successivi. Dal suo "Testamento" sappiamo che il Re ittita Hattušili I, qualche decennio più tardi, morì nel proprio palazzo di Kuššara, segno evidente che la città, madrepatria dei nesiti, era in quel periodo in mano ittita. Dal "Testo di Zalpa ", invece, apprendiamo che un altro sovrano ittita, PU-Sarruma, nonno di Hattušili e coevo di Zuzu, nominò nuovi governatori nelle città di Zalpa (conquistata da Anitta pochi decenni prima) e di Hurma, da sempre in orbita nesita.
La circostanza che tali città (Kuššara, Hurma e Zalpa) siano passate in mano ittita solo pochi anni dopo la caduta di Kanesh, fa ritenere possibile se non probabile che la dinastia regnante non sia sopravvissuta alla propria capitale.

## L'eredità di Kanesh
Ma l'esperienza di Pithana ed Anitta non restò senza un seguito: mentre il regno nesita collassava, poco più a nord sbocciò il regno ittita. I primi re, PU-Sarruma e Labarna I, diedero un impulso importante alla crescita, finché, forse con Hattušili I, venne riedificata Hattuša,distrutta e maledetta da Anitta mezzo secolo prima.
Gli dei di Kanesh, per qualche ragione, vennero spostati ad Hattuša, via Kuššara e Hurma, e la lingua e la cultura nesita (e forse anche l'elite nobiliare) penetrarono il tessuto sociale ittita a tal punto che la lingua di Kanesh, divenne la lingua ufficiale degli ittiti.
La memoria delle origini restò nella memoria ittita e spinse, oltre quattro secoli più tardi, il Gran Re ittita Hattušili III, a definirsi "...l'uomo del seme di Kuššara".
Da anni gli storici dibattono su come si sia passati dalla dinastia regale di Pithana ed Anitta all'antico regno ittita, che si insediò in larga parte dei territori governati dai nesiti; se cioè vi sia stata una qualche forma di continuità familiare che, caduta Kanesh, abbia agevolato questo avvicendamento come forza egemone dell'area.

## Un possibile punto di contatto
Testi burocratici nesiti del periodo di Zuzu ci danno notizia di un alto funzionario di corte, Tudhaliya di Kussara, che svolgeva la funzione di Rab šaqē, "Capo Coppiere" (in Ittita GAL LÚSAGI), una posizione elevata, non militare, riservata ai membri della famiglia reale.
In un importante testo ittita, la cosiddetta "lista delle offerte C", troviamo riferimento ad un altro Tudhaliya, padre del re ittita PU-Sarruma, nonno di Hattušili I. D'altro canto non abbiamo reali indizi che il Tudhaliya della lista C sia mai stato Re: nel testo non appare citato come sovrano, il che ha fatto dedurre ad alcuni studiosi che questi non fosse di sangue reale ittita e che il figlio PU-Sarruma fosse asceso al trono per matrimonio politico ed adozione da parte del precedente sovrano, pratica consueta per gli Ittiti.
I due Tudhaliya potrebbero forse essere stati la stessa personae questa persona avrebbe potuto essere il punto di contatto, sul finire del XVIII secolo a.C., tra la dinastia di Kanesh e Kuššara, prossima alla fine, e quella Ittita ai suoi inizi.

## Ipotesi alternativa su Zuzu
La visione classica secondo la quale Zuzu sarebbe l'erede e probabilmente il figlio del Gran Re Anitta è stata messa in dubbio da una parte di storici che ritengono questa versione alternativa a quella per cui, invece, Zuzu sarebbe stato il sovrano di uno stato straniero, nemico di Anitta, che avrebbe sconfitto i nesiti ed annientato la dinastia regale di Kanesh, subentrandole.
Accettato che il regno di Zuzu segua quello di Anitta, grazie alla presenza di funzionari comuni in alte cariche, l'avvicendamento tra i due re si collocherebbe attorno all'anno 1720/1710, proprio la data della caduta di Kanesh; Zuzu tradizionalmente è considerato il sovrano della città espugnata, ma non vi sono prove che invece non ne potesse essere l'assalitore.
Zuzuè un nome forse hurrita, attestato a Nuzi, che in qualche modo parrebbe rompere con i precedenti nomi nesiti. Significativo è anche il fatto che proprio in questo periodo si assista nell'area a progressive penetrazioni hurrite da est, che potrebbero essere responsabili della caduta di Kanesh, alternativamente alla versione tradizionale di un attacco dalla città di Salatiwara. Hurriti di cui Zuzu potrebbe esser stato un capo. Inoltre Zuzu è chiamato "Gran Re (di) Alahzina", toponimo al momento ignoto che potrebbe riferirsi al regno creato dai nesiti unendo Kanesh a Kuššara, ma chepotrebbe rappresentare una terra sconosciuta da cui Zuzu avrebbe mosso per sconfiggere Anitta. 
Infine sappiamo che il "Rabi Simmiltim" di Anittaera Peruwa, mentre del nome di Zuzu nei documenti del Gran Re Anitta non troviamo traccia.
Il tutto resta speculativo perché non abbiamo alcuna indicazione che Zuzu abbia preso il potere con la forza, e solo in una circostanza nota (Pithana-Anitta) il "Rabi Simmiltim" dei re nesiti è poi divenuto a propria volta re. InoltreKuššara pare collocata in un'area con popolazione mista ittita-hurrita, e pertanto Zuzu potrebbe linguisticamente ben provenire dalla madrepatria nesita. Infinesolo Anitta e Zuzu condividono il titolo di "Ruba'um GAL" (Grande Re?) che fa pensare che quest'ultimo "sia stato il successore di Anitta ed erede delle sue conquiste". Resta inoltre il mistero sulla fine di Zuzu, qualora non fosse stato il sovrano di Kanesh alla caduta della città, e del perché non si abbiano notizie di suoi successori e si ritrovino invece, pochi anni dopo, senza resoconti di battaglie, i suoi territori in mano ittita. La questione resta aperta.